# Lista de personagens de The Legend of Dragoon
Lista de personagens do jogo The Legend of Dragoon, de PlayStation.

## Personagens principais

### Dart Feld
- Idade: 23
- Raça: Humano
- Dragoon: Espírito do Dragão do Olhar Vermelho/Espírito do Dragão Divino
- Elemento: Fogo/Não-elemental
- Arma: Espada

Dart é um jovem valente e leal espadachim que jurou vingar a morte de seus pais pelo Black Monster, uma criatura mortífera. Ao longo de sua viagem, descobrirá o poder das Armaduras Dragoon, armaduras utilizadas por cavaleiros mitológicos com o poder dos dragões. Pouco a pouco também, descobrirá seu verdadeiro passado. É o protagonista da história e é facilmente reconhecível pela sua armadura vermelha e é um mestre da espada.

### Shana
- Idade: 18
- Raça: Humana
- Dragoon: Espírito do Dragão Branco Prateado
- Elemento: Luz
- Arma: Arco

Shana é a melhor amiga de Dart, por quem está apaixonada. Esteve esperando a volta de seu amado durante sua viagem em Seles, a vila onde cresceu e passou a maior parte do tempo com Dart. Durante a aventura, mostrará um misterioso poder que a rodeia, trazendo um problema ao grupo e a ela mesma. No final, submetida a este poder, deixa o grupo a favor de Miranda. Mesmo que não seja de alma guerreira, aprendeu o uso do arco, para defender o seu querido Dart. É facilmente reconhecível pelo seu traje branco.

### Lavitz Slambert
- Idade: 34
- Raça: Humano
- Dragoon: Espírito do Dragão de Jade
- Elemento: Vento
- Arma: Lança

Lavitz é o capitão da Primeira Cavalaria das tropas de Basil. É um excelente lutador com sua lança. Ele é cavaleiro por tradição, como fez seu pai e antes seu avô, jurando lealdade a seu senhor, o Rei Albert. Conheceu Dart, em sua tentativa de fuga na Hellena Prison, quando Dart estava para resgatar Shana. A partir daqui nascerá uma excelente amizade. Mesmo que seja um nobre cavaleiro, tem um assunto pessoal e pendente que está a resolver em sua vida, vingar a morte de seu pai pelas mãos de Greham. É facilmente reconhecível pela sua armadura com toques verdes.

### Rei Albert
- Idade: 26
- Raça: Humano
- Dragoon: Espírito do Dragão de Jade
- Elemento: Vento
- Arma: Lança

Rei que governa Serdio e grande amigo de Lavitz. Quando Lavitz morre, ele entra no grupo e passa a ter todas as habilidades e experiências que Lavitz tinha. Ele resolve deixar o reino enquanto acompanha Dart e seus amigos em sua jornada por causa de Lavitz.
Albert é o rei de Serdio, reino que está dividido por uma disputa interna do trono. Serdio está dividido em dois países: Basil e Sandora. Sendo o melhor amigo de Lavitz e tendo sido criado junto a este desde criança, foi treinado e aprendeu o uso e mestria da lança. Filho do Rei Carlo, tem uma vingança própria contra seu assassino: seu tio, o Imperador Doel. Mesmo que seja rei, com o grupo prefira que o tratem como um igual. É facilmente reconhecível por sua grande capa verde.

### Kongol
- Idade: 25
- Raça: Giganto
- Dragoon: Espírito do Dragão Dourado
- Elemento: Terra
- Arma: Machado

Kongol é o último de sua espécie, os gigantos. Uns seres grandes e fortes, mas dotados de pouca inteligência. Kongol começou no lado do império de Sandora, já que o Imperador Doel lhe prometeu que o ajudaria. Kongol pensou que isto era a amizade. Com o fim do império, Kongol retornou ao seu lar, onde se encontrou com Dart. Ele tinha observado ao grupo e compreendeu o que era a amizade, unindo-se a Dart e seus companheiros, um grupo que o consideravam um amigo. 

### Rose
- Idade: Mais de 11,000
- Raça: Humana
- Dragoon: Espírito do Dragão Negro
- Elemento: Trevas
- Arma: Rapieira

Rose é uma atrativa guerreira. De poucas palavras e misteriosa, esconde um passado que não quer revelar. Rose é quem adestra a Dart nas artes de luta dos Cavaleiros Dragoon. Também foi a pessoa que salvou a Dart das mandíbulas de Feyrbrand. É facilmente reconhecível pelo seu traje violeta e sua espada.
Rose era a namorada de Zieg, com quem pretendia casar-se ao fim da Campanha do Dragão. Um infortúnio impediu este desejo. Ela foi a única sobrevivente de todos os Dragoons que combateram na guerra e seguiu vivendo até 11,000 anos mais adiante, conservando sua juventude graças a um colar encantado que lhe foi presenteado por Charle Frahma. Durante todos estes anos, saberemos que relação tem ela com o Black Monster.

### Haschel
- Idade: 60
- Raça: Humano
- Dragoon: Espírito do Dragão Violeta
- Elemento: Raio
- Arma: Soqueiras

Haschel é um expert nas artes marciais que esta buscando a sua filha há muito tempo, e é nesta busca onde se depara com Dart. Sua origem é de Rouge. Mesmo que seja o mais velho e experiente do grupo, tem uma mentalidade jovial e gosta de diversão. É facilmente reconhecível pelo seu atavio roxo e sua pele morena.

### Meru
- Idade: 16
- Raça: Wingly
- Dragoon: Espírito do Dragão do Mar Azul
- Elemento: Água
- Arma: Martelo

Meru é uma jovem wingly travessa que saiu de seu local de origem, a Forest of Winglies, para se divertir pelo mundo. Ela se junta ao grupo de Dart.

### Miranda
- Idade: 25
- Raça: Humana
- Dragoon: Espírito do Dragão Branco Prateado
- Elemento: Luz
- Arma: Arco

Miranda é uma das 4 irmãs sagradas do reino de Mille Seseau. Ela entra no grupo no lugar de Shana e passa a ter todas as suas habilidades e experiências.

## Outros personagens importantes

### Lloyd
Lloyd é um mestre espadachim. Trata-se de um wingly. Se encontra intrometido em todos os problemas do continente Sem Fim. Possui a espada matadragones, a única arma que pode atravessar a armadura dos dragoons e é com a qual mata a Lavitz. Sua missão é roubar as três relíquias dos três países: Serdio, Tiberoa e Mille Seseau. Também possui alguns dos espíritos dos dragoons, que entregou a gente. E tudo isto o há pelo Imperador Díaz, quem iniciou a Campanha do Dragão.

### Lenus
Bandida que se passa por Princess Emille.Namorada de Lloyd e possuidora do Blue Sea Dragoon o qual perde para o Grupo de Dart assim passando o Spirit Dragoon para Meru.

### Rainha Theresa
Rainha de Mille Seseau.

### Zieg Feld
- Raça: Humano
- Dragoon: Espírito do Dragão de Olhos Vermelhos
- Elemento: Fogo

Zieg é o pai de Dart e durante a campanha era o namorado de Rose, com a qual pretendia casar-se a finalizar a guerra. Mas um infortúnio ocorreu na última batalha. No momento de derrotar a Melbu Frahman, ele é transformado em pedra, sua última petição foi expressa para Rose, quem lhe disse que se salvasse. Durante o jogo descobriremos que Zieg não morreu durante a batalha.

### Melbu Frahma
Antigo ditador do império dos winglies, antes dele cair.

### Greham
Antigo soldado de Basil, o qual era companheiro e amigo do Pai de Lavitz. Mas o traiu por obter poder e ser mais forte que ele. O imperador lhe outorgou o Espírito do Dragoon de Jade, para poder domar o Dragão Feyrbrand. Lavitz o odeia por isso fez, e culmina sua vingança ao derrotá-lo. No seu último suspiro lhe diz que ele nunca quis que passasse e só tênia inveja de seu pai. Após sua morte, o Espírito do Dragoon de Jade escolhe a Lavitz como seu novo portador.

### Imperador Doel
Doel é o imperador da zona Sul de Serdio, o império Sandora. Também é o causador da guerra civil, e matou ao pai do Rei Albert, o Rei Carlos. Ordenou seqüestrar a Shana recomendado por Lloyd. Lloyd lhe entregou dois espíritos de Dragoon: O espírito do dragão de Jade, que se o entregou a Greham, e espírito do dragão púrpura. Também comenció a Kongol para que se lhe unisse a seu império. Morreu no seu castelo Preto de Kazas, a mãos do grupo, encabeçado pelo Rei Albert. Antes de morrer, indicou a posição de Lloyd: estava em Tiberoa.

### Black Monsters
O Monstro Negro é uma criatura escura e alada, que aparece quando a Lua que nunca se põe está tingida de vermelho. A criatura matará ao filho da Lua, como é contempla na profecia. Atacou a cidade natal de Dart, Neet, quando ele era pequeno. Na verdade, é Rose, que se voltou imortal para matar ao filho da Lua, porque na verdade era a reencarnação da alma do Deus Zoa, cujo proposito era destruir o mundo.

## Dragoons antigos
Além destes abaixo, temos Zieg e Rose. Eles são os heróis humanos da Dragon Campaign.

### Damia
- Raça: É filha de um humano com uma sereia.
- Dragoon: Espírito do Dragão marinho
- Elemento: Água

Damia era a pequena do grupo. Tinha o pêlo de uma cor azul prateado e possuía um grande poder mágico, já que era o cruzamento entre um humano e uma sirene. Mas isto não impediu que a matassem na ultima batalha. Seu espírito vaga incansavelmente nas antigas ruínas de Vellweb.

### Syuveil
- Raça: Humano
- Dragoon: Espírito do Dragão de Jade
- Elemento: Vento

Syuveil levava óculos, que lhe davam um ar de intelectual. Sempre quis saber que haveria depois da morte, paradoxas da vida, finalmente descobriria por se mesmo na última batalha. Seu espírito vaga em uma das sete torres dos dragoon das ruínas de vellweb, como os quatro anteriores, à espera de quem lhe mostre o caminho para deixar o mundo dos vivos.

### Belzac
- Raça: Giganto
- Dragoon: Espírito do Dragão de ouro
- Elemento: Terra

Belzac foi o antigo portador do espírito do Dragão de Ouro. Curiosamente também pertence à mesma raça que o posterior possuidor, Kongol. Belzac, como é característico de sua raça, era grande e robusto, tão grande como o amor para Shirley. Como o resto dos Dragoons, morreu na última batalha, ao suportar uma grande rocha é abatido por um Virage. Seu espírito vaga nas antigas ruínas de Vellweb.

### Kanzas
- Raça: Humano
- Dragoon: Espirito do Dragão Púrpura
- Elemento: Raio

Kanzas é dessas pessoas arrogante e sem escrúpulos, que gosta de fazer a guerra. Mas algo no haveria, para que o espírito lhe escolhesse. Mesmo que tinha este caráter, morreu na ultima batalha, em um ataque kamikaze contra um virage. Isto amostra que tinha um lado bom em alguma parte de seu ser. Seu espírito vaga, como os outros, nas ruínas de Vellweb.

### Shirley
- Raça: Humana
- Dragoon: Espírito do Dragão Prata branca
- Elemento: Luz

Shirley foi a antiga portadora do espírito do Dragão da Prata Blanca. Ela, da mesma forma que Rose e Zieg, tinha a seu amado: Belzac. Como o resto de Dragoons, morreu na última batalha, quando seu amado Belzac sustentava uma enorme pedra. Nesse momento atacou um Virage, matando a Belzac. Antes de morrer, vingou a morte de seu amado. Morreu ao derrubar-se a pedra. Seu espírito vaga por umas ruínas de Serdio, nas quais os passo do grupo as levam para ali.

## Personagens secundários

### Claire Feld
Mãe de Dart e filha de Haschel.

### Fruegel
Fruegel é o guarda superior de Hellena. É alto, robusto, impiedoso e cruel, até seu próprio povo o temem. Seus métodos são brutais, como demonstrou com a devastação do povo de Seles. Morreu a mãos de Lavitz, quem foi resgatar ao Rei Albert.Pouco depois Lavitz infelizmente morreu nas mãos de Lloyd, que a partir desse momento será terrivelmente odiado por Dart.

### Gehrich
Antigo disciplo de Haschel que depois de ser expulso da vila passa a ser bandido escondido em Giganto Home(casa de Kongol).

### King Carlo
Pai de Albert. Irmão de Doel a quem o traiu

### Martel
Coleta Stardust para desejar a cura de sua filha.

### Rei Zior
Rei de Tiberoa.

### Princesa Emille
Filha do rei Zior de Tiberoa. É uma doce mulher, mas foi trancada por Lenus, que ficou meses fingindo ser ela para roubar o tesouro lunar de Tiberoa.

### Princesa Lisa
Irmã da princesa Emille.

### Irmãs sagradas de Mille Seseau
São as 4 irmãs que governam Mille Seseau, sendo subordinadas da rainha Theresa. Além de Miranda, elas são.

### Faust
Poderoso mago Wingly que ficou desaparecido desde a Dragon Campaign. É possível encontrá-lo para lutar opcionalmente contra ele onde sua fortaleza aérea caiu. É uma batalha difícil.

### Dabas
Comerciante de Lohan que tem conhecimentos sobre ervas raras.

### Tasman
Velho espadachim de Seles que iniciou Dart no uso da espada.

### Ministro Noish
Funcionário do rei Albert que conta a Dart que o Black Monster era chamado de demônio que desobedece a grande existência e que é também conhecido como o devorador de deus e que sua história começou há 11000 anos atrás, na época da Campanha dos Dragões, uma enorme luta entre os humanos e os winglies, seus inimigos.

### Kaiser
Chefe da Oitava Cavalaria de Basil que comanda as forças aquarteladas em Hoax.

## Dragões
Os dragões são criaturas de um poder incrível mesmo que o criador Soa as dotou de pouca inteligência para compensar, isto fez com que tenham ido diminuindo em número.

### Feyrbrand
Feyrbrand, o dragão de colmilhos verdes. Este dragão era utilizado pelo império Sandora e seu dono era Greham, portador do Espírito do Dragoon de Jade. Depois de ser aniquilado por Dart e os outros, sua alma fica atrpada na cidade de Mayfil.

### Regole
Um dragão de água que estava sob as você ordene de Lenus, uma ladra alada a quem Lloyd tinha entregado o Espírito do Dragoon de Água Após ser aniquilado por Dart e os outros, sua alma fica apanhada na cidade de Mayfil.

### Dragão Divino
É o rei dos dragões e o mais poderoso de todos, os Dragooon lhe encerraram na Montanha do Dragão Mortal, perto de Deningrand. Alcançou libertar-se e atacou a cidade, destruindo a Esfera do Selo. Os protagonistas alcançaram acabar com ele debilitándole com o Cetro Bloqueador de Dragões, mas foi Lloyd quem lhe deu o golpe de fatal com a Espada Dragoon Buster, adquirindo o Espírito do Dragoon Divino.